# T206 Honus Wagner

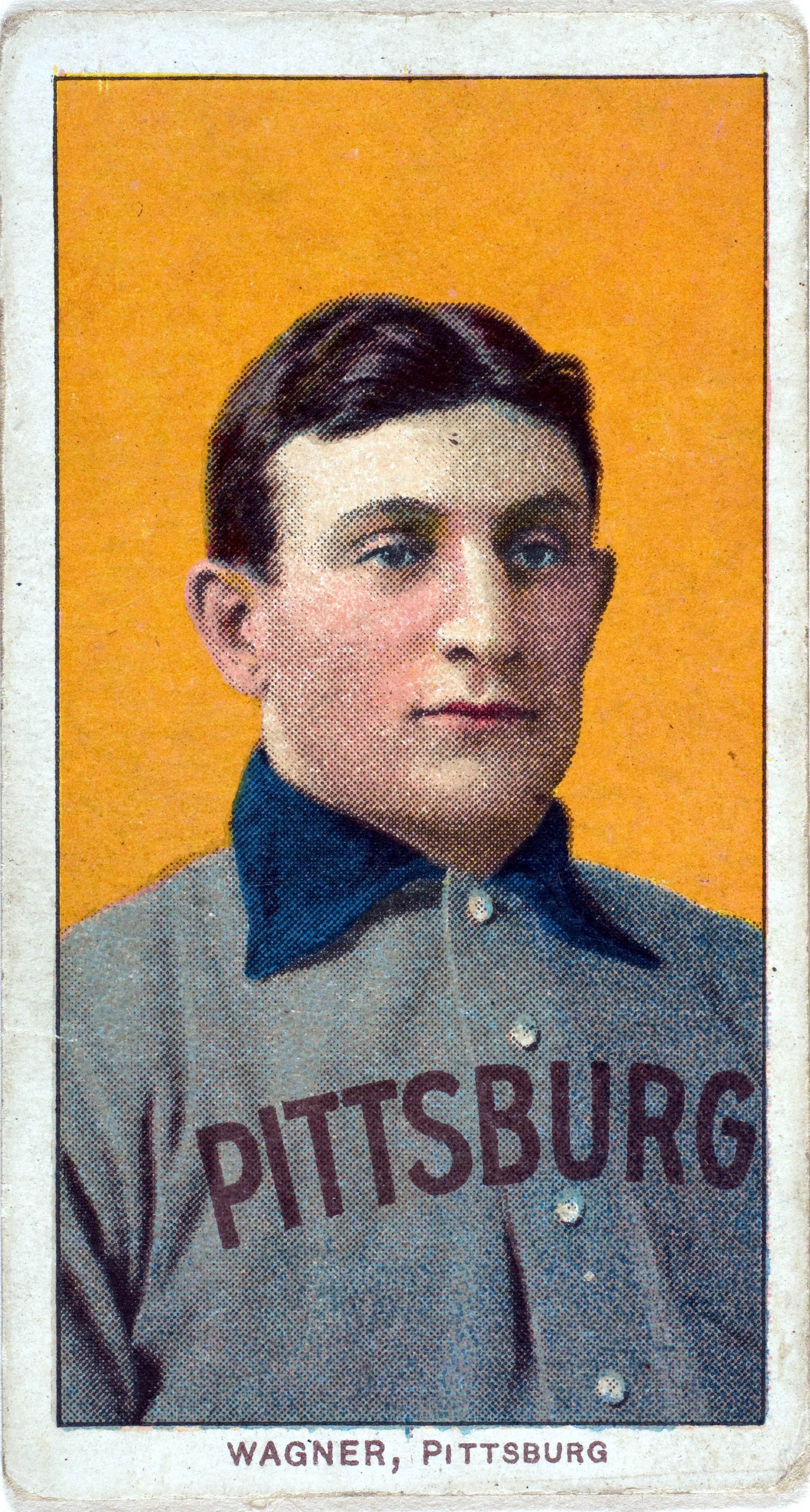
T206 Honus Wagner

T206 Honus Wagner je vzácná baseballová kartička zobrazující Honuse Wagnera, který je považován za jednoho z nejlepších baseballistů všech dob. Kartičku navrhla a v letech 1909 až 1911 vydávala American Tobacco Company v rámci série T206. Wagner nedovolil společnosti pokračovat ve výrobě kartičky, jelikož nechtěl, aby si děti kupovaly cigarety, za které bylo možno kartičku získat, nebo po společnosti požadoval více peněz. ATC výrobu kartičky ukončila a pouze 50 až 200 kartiček se dostalo na veřejnost. V roce 1933 odhadl Jefferson Burdick ve své knize The American Card Catalog její hodnotu na 50 USD, což z ní učinilo nejhodnotnější kartičku té doby.
Nejznámější kartičkou T206 Honus Wagner je „Gretzky T206 Honus Wagner“. Kartička má kontroverzní historii a někteří na základě jejího zvláštního tvaru  tvrdí, že byla v minulosti pozměněna za účelem zvýšení její hodnoty. Kartičku nejprve prodal Alan Ray sběrateli Billu Maestrovi. Ten ji o dva roky později prodal Jimu Copelandovi za čtyřnásobnou cenu. Tento obchod oživil zájem o trh se sportovními suvenýry. V roce 1991 prodal Copeland kartičku Waynu Gretzkymu a Bruce McNallovi za 451 000 USD.
O čtyři roku později prodal Gretzky kartičku společnostem Wal-Mart a Treat Entertainment za 500 000 USD, které ji hodlaly použít jako první cenu v reklamní soutěži. V následujícím roce vyhrála v soutěži kartičku pracovnice pošty z Floridy a následně ji prostřednictvím aukční síně Christie's prodala za 640 000 USD sběrateli Michaelu Gidwitzovi. V roce 2000 byla kartička prodána v aukci na eBay Brianu Seigelovi za 1,27 milionu USD. V únoru 2007 ji Seigel prodal anonymnímu kupci za 2,35 milionu USD. Během méně než šesti měsíců byla kartička prodána kalifornskému sběrateli za 2,8 milionu USD. Díky těmto obchodům se T206 Honus Wagner stala nejdražší baseballovou kartičkou všech dob.
V poslední době se objevilo mnoho kartiček T206 Honus Wagner, jak pravých, tak i falešných. Některé pravé kartičky byly v aukcích prodány za statisíce USD. Kartička vlastněná Johnem Cobbem a Rayem Edwardsem vzbuzuje vášnivé debaty o její autenticitě.